# Autoba mascarensis
Autoba mascarensis är en fjärilsart som beskrevs av Pierre E.L. Viette 1975. Autoba mascarensis ingår i släktet Autoba och familjen nattflyn. Inga underarter finns listade i Catalogue of Life.